# Hwaseong Sports Complex
El Complejo Deportivo de Hwaseong (en coreano: 화성종합경기타운) es un complejo deportivo ubicado en la ciudad de Hwaseong, Provincia de Gyeonggi, Corea del Sur. El complejo incluye el estadio Hwaseong y el estadio cubierto de Hwaseong.

## Instalaciones

### Estadio Hwaseong
El Estadio Hwaseong es un estadio de usos múltiples, fue inaugurado en 2011 y tiene una capacidad para 35.265 espectadores. Se utiliza de preferencia para partidos de fútbol.
La construcción del estadio costó 175 millones de dólares y es la sede del Hwaseong FC, un equipo semiprofesional que compite en la K3 League (tercera división).
El estadio ha albergado partidos de la Selección de fútbol de Corea del Sur, incluido un partido de clasificación para la Copa Mundial de 2018 contra Laos y un partido de clasificación para la Copa Mundial de 2022 contra Sri Lanka.
El estadio también ha albergado partidos de fútbol del Campeonato de Fútbol del Este de Asia 2013 y de los Juegos Asiáticos de 2014.

### Arena cubierta de Hwaseong
El Hwaseong Indoor Arena poseee una capacidad para 5.158 personas y en él hace de local del equipo de voleibol profesional femenino Hwaseong IBK Altos, que compite en la liga profesional de Corea del Sur.

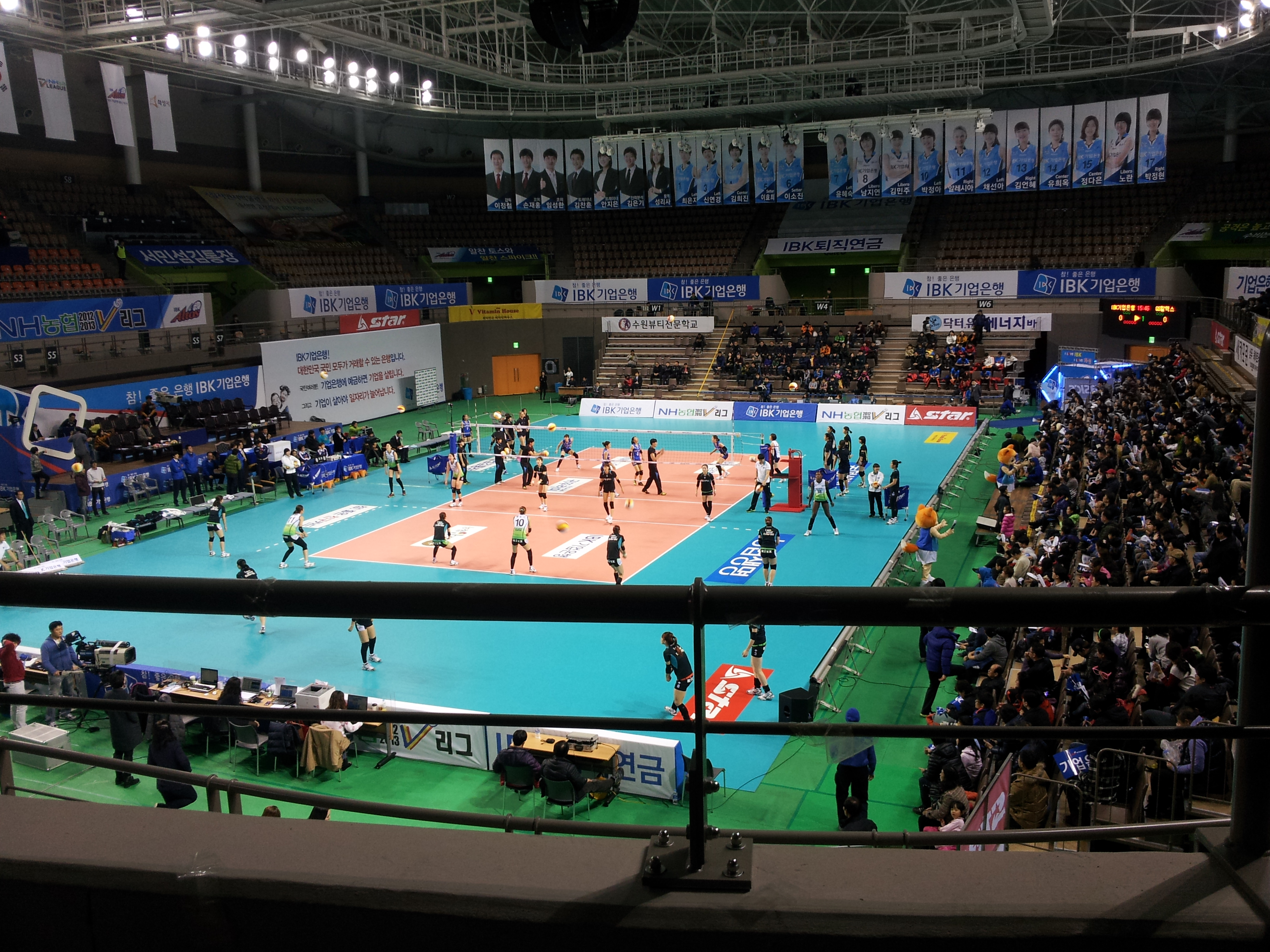
Hwaseong Indoor Arena
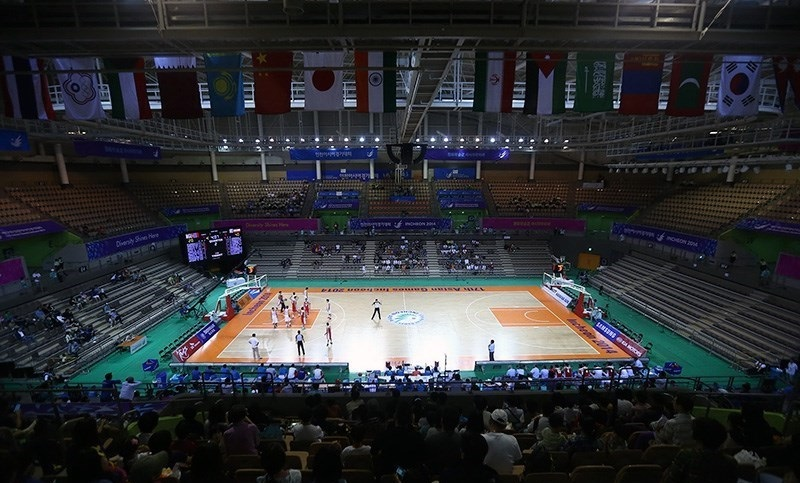